# Scoglio Santo Stefano
Lo scoglio Santo Stefano è un'isola dell'Italia, in Sardegna, ubicata nei pressi della costa del comune di Villasimius.